# Звания, чины и ранги Беларуси
До утверждения собственных систем званий в Республике Беларусь существовали воинские звания и персональные звания таможенных органов, введенные в СССР (см.«Табель о рангах СССР»).

## Классы госслужащих
Положением о классах служащих государственного аппарата, утверждённым Постановлением Президиума Верховного Совета Республики Беларусь от 13 апреля 1994 г. № 2940-XII «Об утверждении Положения о классах служащих государственного аппарата и установлении надбавок за выслугу лет», и Положением о порядке и условиях присвоения классов служащих государственного аппарата, утверждённым Указом Президента Республики Беларусь от 13 февраля 1996 г. № 66 «Об утверждении Положения о порядке и условиях присвоения классов служащих государственного аппарата и размеров надбавок за классы служащих государственного аппарата», установлены классы служащих государственного аппарата:
- 1-й класс служащего государственного аппарата
- 2-й класс служащего государственного аппарата
- 3-й класс служащего государственного аппарата
- 4-й класс служащего государственного аппарата
- 5-й класс служащего государственного аппарата
- 6-й класс служащего государственного аппарата
- 7-й класс служащего государственного аппарата
- 8-й класс служащего государственного аппарата
- 9-й класс служащего государственного аппарата
- 10-й класс служащего государственного аппарата
- 11-й класс служащего государственного аппарата
- 12-й класс служащего государственного аппарата

Указом Президента Республики Беларусь от 27 октября 1997 г. № 545 «Об утверждении Положения о порядке и условиях присвоения классов служащих государственного аппарата и размеров надбавок за классы служащих государственного аппарата» установлен высший класс служащего государственного аппарата
Законом Республики Беларусь от 14 июня 2003 г. № 204-З «О государственной службе в Республике Беларусь» установлены классы государственных служащих:
- высший класс государственного служащего
- 1-й класс государственного служащего
- 2-й класс государственного служащего
- 3-й класс государственного служащего
- 4-й класс государственного служащего
- 5-й класс государственного служащего
- 6-й класс государственного служащего
- 7-й класс государственного служащего
- 8-й класс государственного служащего
- 9-й класс государственного служащего
- 10-й класс государственного служащего
- 11-й класс государственного служащего
- 12-й класс государственного служащего

## Квалификационные классы судей
Постановлением Президиума Верховного Совета Республики Беларусь от 4 декабря 1991 г. № 1285-XII «Об улучшении материального обеспечения судей и других работников Республики Беларусь», Положением об аттестации и квалификационных классах судей судов Республики Беларусь, утверждённым Указом Президента Республики Беларусь от 4 декабря 1997 г. № 626 «О некоторых мерах по упорядочению деятельности судов Республики Беларусь», и Кодексом Республики Беларусь о судоустройстве и статусе судей от 29 июня 2006 г. № 139-З установлены квалификационные классы судей:
- высший квалификационный класс
- первый квалификационный класс
- второй квалификационный класс
- третий квалификационный класс
- четвертый квалификационный класс
- пятый квалификационный класс

## Дипломатические ранги
Постановлением Верховного Совета Республики Беларусь от 24 апреля 1992 г. № 1647-XII «О дипломатических рангах Республики Беларусь» и Положением о дипломатической службе Республики Беларусь, утверждённым Указом Президента Республики Беларусь от 15 мая 2008 г. № 276 «О некоторых вопросах дипломатической службы Республики Беларусь», установлены дипломатические ранги:
- Чрезвычайный и Полномочный Посол
- Чрезвычайный и Полномочный Посланник первого класса
- Чрезвычайный и Полномочный Посланник второго класса
- советник первого класса
- советник второго класса
- первый секретарь первого класса
- первый секретарь второго класса
- второй секретарь первого класса
- второй секретарь второго класса
- третий секретарь
- атташе

## Классные чины прокуратуры
Временным положением о классных чинах работников органов прокуратуры Республики Беларусь, утверждённым Постановлением Президиума Верховного Совета Республики Беларусь от 21 января 1992 г. № 1439-XII «Об утверждении Временного положения о классных чинах работников органов прокуратуры Республики Беларусь», Положением о прохождении службы в органах Прокуратуры Республики Беларусь, утверждённым Постановлением Президиума Верховного Совета Республики Беларусь от 27 октября 1993 г. № 2539-XII «Об утверждении Положения о прохождении службы в органах Прокуратуры Республики Беларусь и Положения о доплатах за выслугу лет прокурорским работникам Республики Беларусь, имеющим классные чины», и Положением о прохождении службы в органах Прокуратуры Республики Беларусь, утверждённым Постановлением Верховного Совета Республики Беларусь от 25 июня 1996 г. № 396-XII «Об утверждении Положения о прохождении службы в органах Прокуратуры Республики Беларусь», установлены классные чины прокурорских работников:
- государственный советник юстиции 1 класса
- государственный советник юстиции 2 класса
- государственный советник юстиции 3 класса
- старший советник юстиции
- советник юстиции
- младший советник юстиции
- юрист 1 класса
- юрист 2 класса
- юрист 3 класса
- младший юрист

## Персональные звания таможенных органов
Постановлением Президиума Верховного Совета Республики Беларусь от 23 ноября 1992 г. № 1956-XII «О персональных званиях должностных лиц государственных таможенных органов Республики Беларусь и о Положении о порядке их присвоения» установлены персональные звания должностных лиц государственных таможенных органов Республики Беларусь:
Высший начальствующий состав
- государственный советник таможенной службы I ранга
- государственный советник таможенной службы II ранга
- государственный советник таможенной службы III ранга

Старший начальствующий состав
- советник таможенной службы I ранга
- советник таможенной службы II ранга
- советник таможенной службы III ранга

Младший начальствующий состав
- инспектор таможенной службы I ранга
- инспектор таможенной службы II ранга
- инспектор таможенной службы III ранга

Положением о порядке и условиях прохождения службы в таможенных органах, утверждённым Указом Президента Республики Беларусь от 21 апреля 2008 г. № 228 «О некоторых вопросах таможенных органов» установлены персональные звания должностных лиц таможенных органов:
- государственный советник таможенной службы I ранга
- государственный советник таможенной службы II ранга
- государственный советник таможенной службы III ранга
- советник таможенной службы I ранга
- советник таможенной службы II ранга
- советник таможенной службы III ранга
- инспектор таможенной службы I ранга
- инспектор таможенной службы II ранга
- инспектор таможенной службы III ранга
- инспектор таможенной службы IV ранга

## Воинские звания
Воинские звания установлены Законом Республики Беларусь от 5 ноября 1992 г. № 1914-XII «О воинской обязанности и воинской службе».
Существуют два вида воинских званий — войсковые и корабельные (корабельные звания присваиваются военнослужащим речных подразделений Государственного пограничного комитета Белоруссии).
Перед воинским званием военнослужащего, проходящего военную службу в гвардейской воинской части, добавляется слово «гвардии». Воинское звание офицера, имеющего военно-учетную специальность и высшее юридическое или медицинское (фармацевтическое, ветеринарное) образование, дополняется соответственно словами «юстиции» или «медицинской службы». Воинское звание резервиста дополняется словом «резерва». Воинское звание гражданина, состоящего в запасе или находящегося в отставке, дополняется соответственно словами «запаса» или «в отставке».

### Войсковые
Высшие офицеры
- генерал-полковник
- генерал-лейтенант
- генерал-майор

Старшие офицеры
- полковник
- подполковник
- майор

Младшие офицеры
- капитан
- старший лейтенант
- лейтенант
- младший лейтенант

Прапорщики
- старший прапорщик
- прапорщик

Сержанты и старшины
- старшина
- старший сержант
- сержант
- младший сержант

Солдаты
- ефрейтор
- рядовой

## Специальные звания

### Органы внутренних дел
Положением о прохождении службы личным составом органов внутренних дел, утверждённым постановлением Совета Министров Республики Беларусь от 28 февраля 1994 г. № 113 «Об утверждении Положения о прохождении службы личным составом органов внутренних дел», Положением о прохождении службы в органах внутренних дел Республики Беларусь, утверждённым Указом Президента Республики Беларусь от 13 ноября 2001 г. № 671 «Об утверждении Положения о прохождении службы в органах внутренних дел Республики Беларусь» и Положением о прохождении службы в органах внутренних дел Республики Беларусь, утверждённым Указом Президента Республики Беларусь от 15 марта 2012 г. № 133 «О вопросах прохождения службы в органах внутренних дел Республики Беларусь», установлены специальные звания работников органов внутренних дел:
Высший начальствующий состав
- генерал-полковник милиции, генерал-полковник внутренней службы
- генерал-лейтенант милиции, генерал-лейтенант внутренней службы
- генерал-майор милиции, генерал-майор внутренней службы

Старший начальствующий состав
- полковник милиции, полковник внутренней службы
- подполковник милиции, подполковник внутренней службы
- майор милиции, майор внутренней службы

Средний начальствующий состав
- капитан милиции, капитан внутренней службы
- старший лейтенант милиции, старший лейтенант внутренней службы
- лейтенант милиции, лейтенант внутренней службы
- младший лейтенант милиции, младший лейтенант внутренней службы

Младший начальствующий состав
- старший прапорщик милиции, старший прапорщик внутренней службы
- прапорщик милиции, прапорщик внутренней службы
- старшина милиции, старшина внутренней службы
- старший сержант милиции, старший сержант внутренней службы
- сержант милиции, сержант внутренней службы
- младший сержант милиции, младший сержант внутренней службы

Рядовой состав
- рядовой милиции, рядовой внутренней службы

### Органы финансовых расследований
Положением о прохождении службы в органах финансовых расследований Республики Беларусь, утверждённым Указом Президента Республики Беларусь от 18 сентября 1998 г. № 456 «Об утверждении Положения о прохождении службы в органах финансовых расследований Республики Беларусь» и Положением о прохождении службы в органах финансовых расследований Комитета государственного контроля Республики Беларусь, утверждённым Указом Президента Республики Беларусь от 2 ноября 2011 г. № 618 «Об утверждении Положения о прохождении службы в органах финансовых расследований Комитета государственного контроля Республики Беларусь», установлены специальные звания работников органов финансовых расследований:
Высший начальствующий состав
- генерал-майор финансовой милиции

Старший начальствующий состав
- полковник финансовой милиции
- подполковник финансовой милиции
- майор финансовой милиции

Средний начальствующий состав
- капитан финансовой милиции
- старший лейтенант финансовой милиции
- лейтенант финансовой милиции
- младший лейтенант финансовой милиции

Младший начальствующий состав
- старший прапорщик финансовой милиции
- прапорщик финансовой милиции
- старшина финансовой милиции
- старший сержант финансовой милиции
- сержант финансовой милиции
- младший сержант финансовой милиции

Рядовой состав
- рядовой финансовой милиции

### Органы и подразделения по чрезвычайным ситуациям
Положением о прохождении службы в органах и подразделениях по чрезвычайным ситуациям Республики Беларусь, утверждённым Указом Президента Республики Беларусь от 3 марта 1999 г. № 130 «Об утверждении Положения о прохождении службы в органах и подразделениях по чрезвычайным ситуациям Республики Беларусь» и Положением о прохождении службы в органах и подразделениях по чрезвычайным ситуациям Республики Беларусь, утверждённым Указом Президента Республики Беларусь от 11 января 2013 г. № 22 «Об утверждении Положения о прохождении службы в органах и подразделениях по чрезвычайным ситуациям Республики Беларусь», установлены специальные звания работников органов и подразделений по чрезвычайным ситуациям:
Высший начальствующий состав
- генерал-лейтенант внутренней службы
- генерал-майор внутренней службы

Старший начальствующий состав
- полковник внутренней службы
- подполковник внутренней службы
- майор внутренней службы

Средний начальствующий состав
- капитан внутренней службы
- старший лейтенант внутренней службы
- лейтенант внутренней службы
- младший лейтенант внутренней службы

Младший начальствующий состав
- старший прапорщик внутренней службы
- прапорщик внутренней службы
- старшина внутренней службы
- старший сержант внутренней службы
- сержант внутренней службы
- младший сержант внутренней службы

Рядовой состав
- рядовой внутренней службы

### Следственный комитет
Положением о порядке прохождения службы в Следственном комитете Республики Беларусь, утверждённым Указом Президента Республики Беларусь от 10 ноября 2011 г. № 515 «Вопросы Следственного комитета Республики Беларусь», установлены специальные звания сотрудников Следственного комитета Республики Беларусь:
Высший начальствующий состав (высшие специальные звания) 
- генерал-полковник юстиции
- генерал-лейтенант юстиции
- генерал-майор юстиции

Старший начальствующий состав (старшие специальные звания) 
- полковник юстиции
- подполковник юстиции
- майор юстиции

Средний начальствующий состав
- капитан юстиции
- старший лейтенант юстиции
- лейтенант юстиции
- младший лейтенант юстиции

Младший начальствующий состав
- старший прапорщик юстиции
- прапорщик юстиции
- старшина юстиции
- старший сержант юстиции
- сержант юстиции
- младший сержант юстиции

Рядовой состав
- рядовой юстиции

### Государственный комитет судебных экспертиз
Положением о порядке прохождения службы в Государственном комитете судебных экспертиз Республики Беларусь, утверждённым Указом Президента Республики Беларусь от 1 июля 2013 г. № 292 «Вопросы Государственного комитета судебных экспертиз Республики Беларусь», установлены специальные звания сотрудников Государственного комитета судебных экспертиз Республики Беларусь:
Высший начальствующий состав
- генерал-лейтенант юстиции
- генерал-майор юстиции

Старший начальствующий состав
- полковник юстиции, полковник медицинской службы
- подполковник юстиции, подполковник медицинской службы
- майор юстиции, майор медицинской службы

Средний начальствующий состав
- капитан юстиции, капитан медицинской службы
- старший лейтенант юстиции, старший лейтенант медицинской службы
- лейтенант юстиции, лейтенант медицинской службы
- младший лейтенант юстиции, младший лейтенант медицинской службы

Младший начальствующий состав
- старший прапорщик юстиции, старший прапорщик медицинской службы
- прапорщик юстиции, прапорщик медицинской службы
- старшина юстиции, старшина медицинской службы
- старший сержант юстиции, старший сержант медицинской службы
- сержант юстиции, сержант медицинской службы
- младший сержант юстиции, младший сержант медицинской службы

Рядовой состав
- рядовой юстиции, рядовой медицинской службы

Специальные звания сотрудников медицинской службы присваиваются сотрудникам, имеющим среднее специальное или высшее образование медицинского профиля.